# Alfarje (arquitectura)

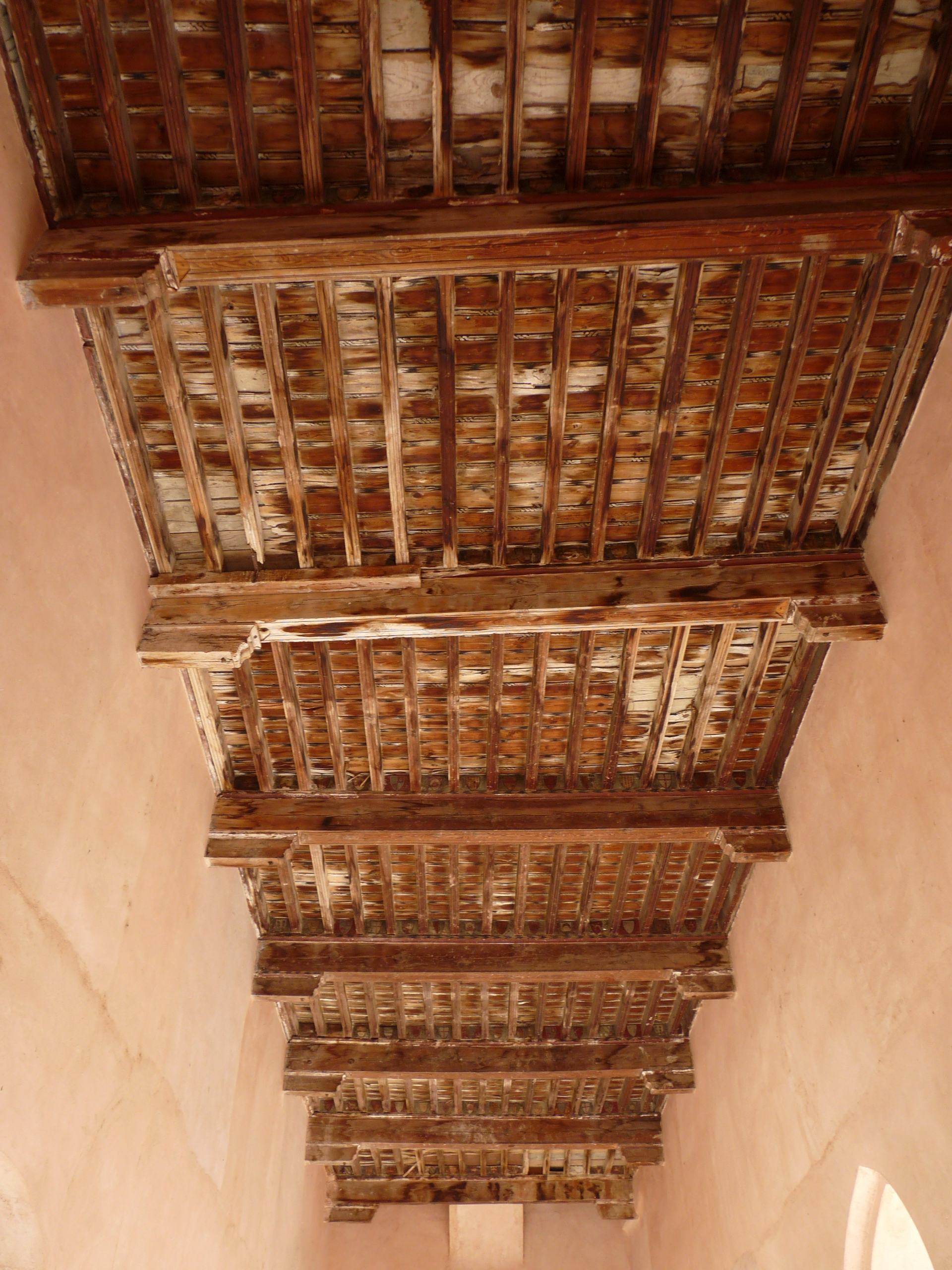
Vista del alfarje exterior, de estilo mudéjar de la iglesia de Santa María en Maluenda, provincia de Zaragoza, en la que se pueden observar las jácenas que corren a lo largo de la cubierta y las jaldetas que atraviesan de forma perpendicular la misma.

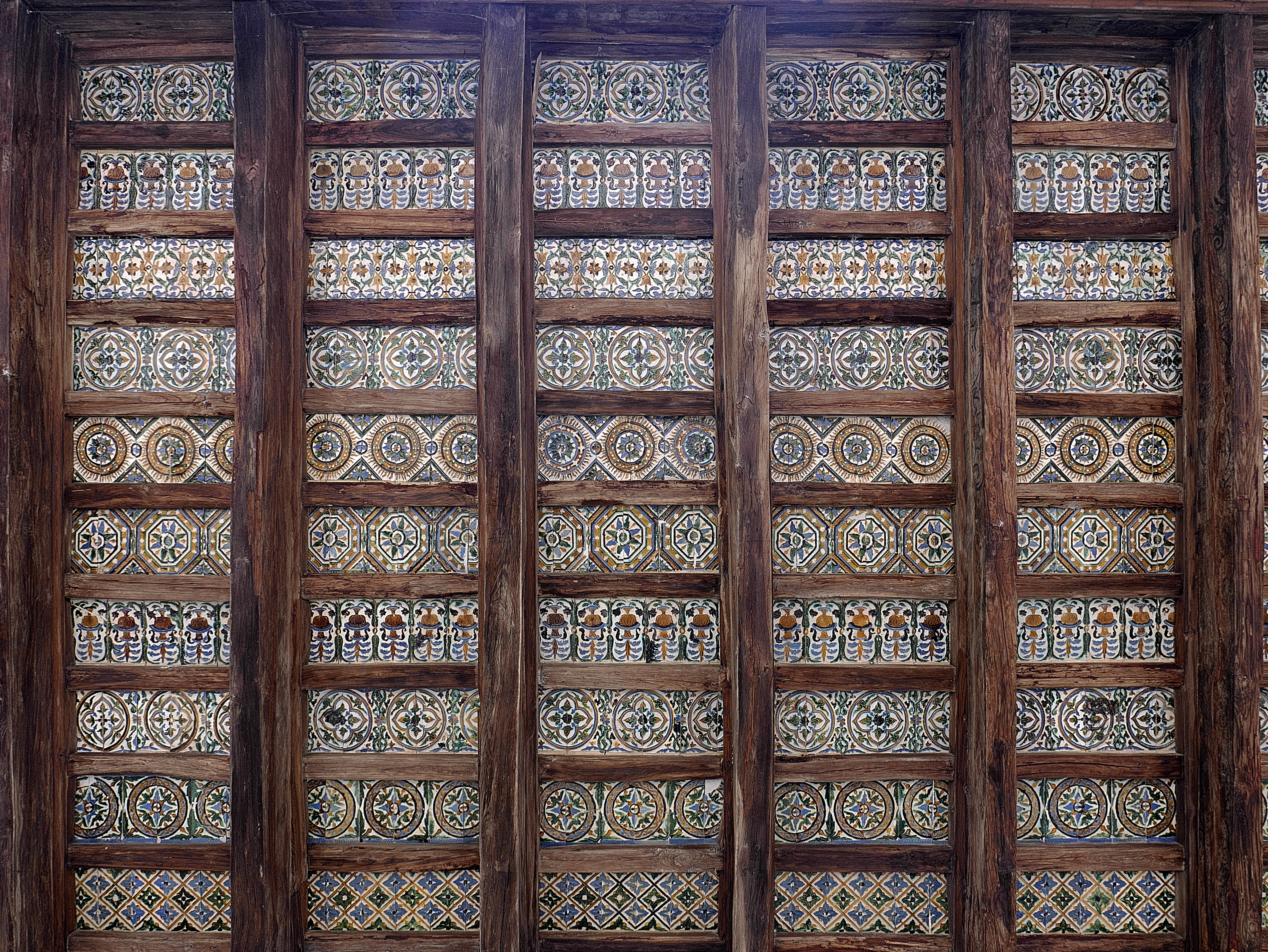
Alfarje con azulejos del claustro principal del Real Monasterio de Santa Clara de Sevilla.

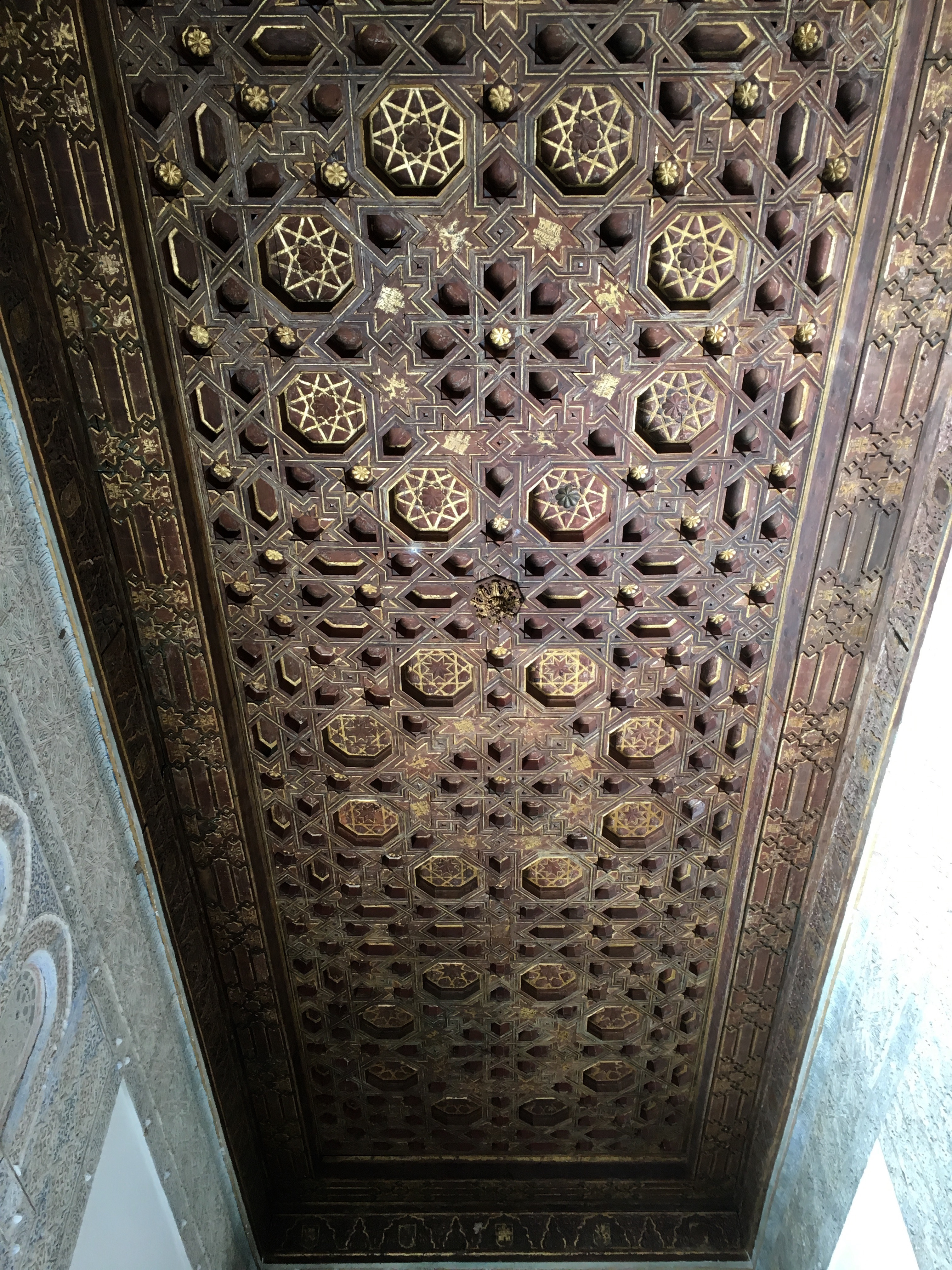
Alfarje decorado en el Alcázar de Sevilla, realizado por artesanos toledanos.

El alfarje (del árabe الفارش al-fārš, ‘extendido’) es un techo de estructura plana, compuesta de vigas y tablas llamadas alfarjías, que se decoran con yesería o pinturas geométricas. También se denomina alfarje al revestimiento o decoración artística con madera o taujeles pintados de colores cubre la parte interior de una techumbre horizontal o el harneruelo de una cubierta de par y nudillo. Se propagó ampliamente por todos los reinos cristianos de la mano del arte mudéjar.
El alfarje es un techo plano de madera, horizontal y entrelazada, que en muchos casos se labra y se pinta adicionalmente. La estructura del alfarje se realiza a través de una serie de vigas maestras denominadas jácenas. Sobre la jácena puede colocarse un segundo orden de vigas denominadas jaldetas, cruzadas perpendicularmente y bien sujetas a las primeras.
El techo de alfarje se utilizó fundamentalmente en la arquitectura mudéjar y musulmana. En Andalucía, destacan los alfarjes del Real Alcázar de Sevilla, la Mezquita de Córdoba, la Alhambra de Granada, el Palacio del Condestable Iranzo en Jaén. En el resto de España la iglesia de San Millán de Segovia, el Palacio de la Aljafería de Zaragoza o la iglesia parroquial de Almodóvar del Campo, en La Mancha. 
El alfarje también se encuentra en América, dentro de la presencia del arte mudéjar en este continente, aunque son escasas las cubiertas creadas con técnicas de carpintería que se conservan, se pueden descubrir en espacios reducidos y viviendas nobiliarias de la época.
Es sobresaliente también el alfarje de la sala capitular del hostal de San Marcos de León, actual parador nacional de turismo.